# Christian Teich
Christian Teich (* 6. Juli 1984) ist ein deutscher Orientierungsläufer. 
Teich gilt als einer der besten deutschen Orientierungsläufer. Bislang gelang Teich dreimal der Einzug in ein Weltmeisterschafts-Einzel-Finalwettkampf, wobei der 21. Platz über die Mitteldistanz bei den Weltmeisterschaften 2009 sein bislang bestes Ergebnis darstellt. Bei den Weltmeisterschaften 2010 konnte er sich für kein Einzel-Finale qualifizieren.
Teich startet für die Vereine Planeta Radebeul und OK Hällen.

## Platzierungen
Legende: WM = Weltmeisterschaften; EM = Europameisterschaften; WG = World Games; OWC = Gesamt-Welt-Cup
| Wettbewerb | Disziplin | 2004 | 2005 | 2006 | 2007 | 2008 | 2009 | 2010 |
| ---------- | --------- | ---- | ---- | ---- | ---- | ---- | ---- | ---- |
| WM         | Sprint    |      |      |      |      | 25.  |      |      |
|            | Mittel    |      |      |      |      |      | 21.  |      |
|            | Lang      |      |      |      |      | 35.  |      |      |
|            | Staffel   |      | 13.  | 15.  |      | 16.  | 20.  | 16.  |
|            |           |      |      |      |      |      |      |      |
| EM         | Sprint    |      |      |      |      |      |      |      |
|            | Mittel    |      |      | 50.  |      |      |      |      |
|            | Lang      |      |      |      |      | 32.  |      |      |
|            | Staffel   |      |      |      |      | 21.  |      |      |
|            |           |      |      |      |      |      |      |      |
| OWC        |           | 119. | 146. | 98.  |      | 69.  | 79.  |      |